# Tobias Ragg
(Tobias "Toby'" Ragg)
Tobias “Toby” Ragg è un personaggio immaginario che appare in numerose versioni e adattamenti di Sweeney Todd.
Nel romanzo The String of Pearls, Tobias viene chiuso in manicomio, dopo essere diventato pazzo in seguito alla scoperta che Sweeney Todd, proprio datore di lavoro, uccideva i suoi clienti.
Nel musical di Stephen Sondheim, Toby è il garzone di Pirelli e vende per lui il “magico elisir di Pirelli per la ricrescita dei capelli”, un fetido intruglio di urina e inchiostro.
Alla morte di Pirelli, Toby viene preso con sé da Mrs. Lovett, che si fa aiutare dal ragazzo nel suo negozio di pasticci di carne. Il ragazzo diventa legatissimo alla signora Lovett, che considera come una madre.
Quando scopre che i pasticci sono fatti con la carne delle vittime di Todd, Toby impazzisce e uccide Sweeney per vendicare la morte di Mrs. Lovett.

## Interpreti
- Ken Jennings primo Toby a Broadway nel 1979
- Michael Staniforth, Toby a Londra nel 1980
- Neil Patrick Harris, Toby nel concerto del 2001 con Patti LuPone
- Manoel Felciano, Toby nel revival di Broadway del 2005
- Edmund Bagnell, Toby nel tour del 2005
- Edward Sanders, Toby nel film del 2007